# Ana Marques
Ana Karina Marques Valentin (* 2. November 1979) ist eine brasilianische Fußballschiedsrichterin.
Marques leitete Ligaspiele im brasilianischen Fußball, unter anderem in der Staatsmeisterschaft von Pernambuco.
Ab 2009 (bis spätestens 2017) stand Marques auf der Liste der FIFA-Schiedsrichter und leitete internationale Fußballpartien.
Bei der Südamerikameisterschaft 2010 in Ecuador pfiff Marques zwei Spiele in der Gruppenphase. Zudem war sie unter anderem Schiedsrichterin bei der U-20-Weltmeisterschaft 2012 in Japan, bei der U-17-Weltmeisterschaft 2014 in Costa Rica sowie bei diversen Qualifikations- und Freundschaftsspielen.